# Bisturi e sangue
Bisturi e sangue (Blood and Guts: A History of Surgery) è un documentario medico della BBC presentato dal giornalista britannico Michael J. Mosley in onda sul canale satellitare History di Sky Italia. La serie è stata girata attraverso numerose location disseminate tra Stati Uniti d'America, Francia, Germania e Italia.

## Puntate
Il documentario si divide in 5 episodi da 50 minuti circa:
| N° | Titolo italiano            | Titolo originale | Prima TV USA | Prima TV ITA    |
| -- | -------------------------- | ---------------- | ------------ | --------------- |
| 1  | Gli organi degli altri     |                  |              | 12 gennaio 2010 |
| 2  | Le mani nel cervello       |                  |              |                 |
| 3  | Fermate l'emorragia        |                  |              |                 |
| 4  | Un cuore che batte         |                  |              |                 |
| 5  | Una storia della chirurgia |                  |              |                 |